# ریها اکین
مهمت ریها اکین (به ترکی: Mehmet Reha Eken ) (زاده ۱ ژانویه ۱۹۲۵ – درگذشته ۱۹ اوت ۲۰۱۳) بازیکن فوتبال اهل ترکیه بود که در پست مهاجم بازی می‌کرد.. در صفحات باشگاه هواداران گالاتاسرای او به عنوان یکی از بزرگترین بازیکنان تاریخ باشگاه در نظر گرفته می شود. او در چهار بازی خود برای تیم ملی ترکیه، شش گل به ثمر رساند و با ۱.۵نمره بهترین نسبت گل به بازی را در بین بازیکنان تیم ملی ترکیه دارد. او همچنین عضو تیم ترکیه برای مسابقات فوتبال در بازی‌های المپیک تابستانی ۱۹۴۸ بود، اما در هیچ مسابقه‌ای بازی نکرد.
دو برادر او دانیال ووران و بولنت اکن نیز به عنوان بازیکن در گالاتاسرای فعال بودند.

## مرگ
اکین در ۱۹ اوت ۲۰۱۳ در استانبول در سن ۸۸ سالگی درگذشت 